# Pokolj u Erdutu
Nakon što su Erdut nasilno preuzeli JNA i Srpska dobrovoljačka garda, poznatiji kao Arkanovci, te ga pripojili Republici Srpskoj Krajini tijekom Domovinskog rata, Hrvati, nesrpski stanovnici i Srbi vjerni Hrvatskoj su ili protjerani ili ubijeni, dok su pobunjeni Srbi naselili prazna sela u okolici. Od studenog 1991. do veljače 1992., dogodila se cijela serija ubojstava u kojima je sveukupno ubijeno 37 civila.
Također, centar za obuku u Erdutu, znan i kao "Arkanova vojna baza", je držao otprilike 52 zarobljenika. Međunarodni sud za ratne zločine počinjene na području bivše Jugoslavije (ICTY) navodi da je 2500 osoba deportirano iz Erduta 1991.

## Prvi val ubojstava
Prema popisu stanovništva iz 1991., Erdut je imao 1459 stanovnika, od čega su većina bili Hrvati.
Prema ICTY-u, prvi incident dogodio se u studenom 1991:
Dana 9. studenog 1991. godine, pripadnici TO-a SAO SBZS, predvođeni Željkom Ražnatovićem, i pripadnici Milicije SAO SBZS uhitili su mađarske i hrvatske civile u Erdutu, Dalj Planini i Erdut Planini i odveli ih u centar za obuku TO-a u Erdutu, gde su narednog dana vatrenim oružjem ubili njih dvanaestoricu. Nekoliko dana poslije, pripadnici SNB-a SBZS, u suradnji s nekoliko pripadnika "Arkanovih tigrova", uhitili su i pogubili troje civila, od kojih su dvoje bili članovi obitelji prvobitno uhićenih žrtava, Mađara, koji su se raspitivali za sudbinu svojih rođaka. Tijela osam od prvobitnih dvanaest žrtava pokopana su u selu Ćeliji, a jedna žrtva pokopana je u Daljskom Ataru. Tijela još tri žrtve bačena su u jedan bunar u Borovu. Dana 3. lipnja 1992. godine, pripadnici SNB-a, u suradnji s pripadnicima "Arkanovih tigrova", uhitili su Mariju Senaši (rođenu 1937. godine), člana obitelji prvotnih žrtava Mađara, koja se i dalje raspitivala za sudbinu svojih rođaka. Ova žena je kasnije ubijena, a njeno tijelo bačeno je u jedan napušten bunar u Dalj Planini.

## Drugi val ubojstava
ICTY navodi sljedeće:
Dana 11. studenog 1991. godine, pripadnici TO-a SAO SBZS, pod komandom Željka Ražnatovića, uhitili su sedam nesrpskih civila u selu Klisa. Dva zatvorenika koja su imala rođake Srbe, puštena su na slobodu. Preostalih pet civila odvedeno je u centar za obuku TO-a u Erdutu. Nakon ispitivanja, žrtve su ubili i pokopali u masovnu grobnicu u selu Ćelija.

## Treći val ubojstava
ICTY navodi sljedeće:
Dana 10. prosinca 1991. godine, pripadnici TO-a SAO SBZS, predvođeni Željkom Ražnatovićem, i pripadnici Milicije SAO SBZS uhitili su pet nesrpskih seljana iz Erduta. Žrtve su odvedene u centar za obuku TO-a u Erdutu i kasnije ubijene. Tijela tri žrtve kasnije su bačena u jedan bunar u Daljskom Ataru.

## Četvrti val ubojstava
ICTY navodi sljedeće:
Od 22. prosinca 1991. do 25. prosinca 1991. godine, pripadnici TO-a SAO SBZS, predvođeni Željkom Ražnatovićem, i pripadnici Milicije SAO SBZS uhitili su u Erdutu sedam civila, Mađara i Hrvata, i doveli ih u centar za obuku TO-a u Erdutu. Dana 26. prosinca 1991. godine, ubijeni su vatrenim oružjem. Tijela šest žrtava pokopana su u Daljskom Ataru.

## Peti val ubojstava
ICTY navodi sljedeće:
Dana 21. veljače 1992. godine, pripadnici TO-a SAO SBZS, predvođeni Željkom Ražnatovićem, i pripadnici Milicije SAO SBZS uhitili su u Erdutu četiri nesrpska civila. Sve žrtve ispitivane su u centru za obuku TO-a u Erdutu, a zatim ubijene. Tijela žrtava pokopana su u masovnoj grobnici u Daljskom Ataru.

## Suđenja
Za zločine u Erdutu, uključujući ubojstva, bezobzirno razaranje i nezakonito zatvaranje, pred ICTY-em su optuženi Goran Hadžić, Slobodan Milošević, Željko Ražnatović, Jovica Stanišić i Franko Simatović.
2003., svjedokinja B129, bivša Ražnatovićeva tajnica, svjedočila je u Haagu, potvrđujući da je spomenuti vođa paravojske primao svoje naredbe i novac izravno od Službe državne bezbednosti, koju je vodio Slobodan Milošević, bivši vođa Srbije. Tajnica je podrobno objasnila kako su Ražnatović i njegova postrojba bili pod izravnim zapovjedništvom Miloševićevih šefova tajne službe, Jovice Stanišića i Franka Simatovića. Ona je posjetila centar Arkanovih Tigrova u Erdutu, koji je imao otprilike 1000 boraca. Koristili su dvije vrste uniforme - zelene po danu i crne po noći.